# 홍여진 (성우)
홍여진은 대한민국의 성우이다. 1968년 EBS 특기 성우로 데뷔하였다.

## 주요 출연작품

### 영화
- 경고사격 (KBS)
- 몽비몽 (KBS) - 염위(진이)
- 닥터 할리우드 (KBS)
- 판관 포청천 (KBS) - 이비